# Suzoy
Suzoy település Franciaországban, Oise megyében. Lakosainak száma 537 fő (2022. január 1.). Suzoy Cuy, Évricourt, Lagny, Larbroye, Porquéricourt, Vauchelles és Ville községekkel határos.

## Népesség
A település népessége az elmúlt években az alábbi módon változott:
| Lakosok száma | 535  | 547  | 570  | 568  | 567  | 570  | 574  | 555  | 537  |
|               | 2013 | 2015 | 2016 | 2017 | 2018 | 2019 | 2020 | 2021 | 2022 |